# 開基天后宮
開基天后祖廟，又稱開基天后宮，位於臺灣臺南市北區，是主祀媽祖的廟宇。該廟因是臺灣本島最早的媽祖廟，故以冠以「開基」之名。其別名「小媽祖廟」是與俗稱「大媽祖廟」的祀典大天后宮相對而來，而由於位在「水仔尾」所以也稱水仔尾媽祖廟。
1985年，該廟被公告為二級古蹟，後因〈文化資產保存法〉的修改而先後改為省定古蹟，現則指定為國定古蹟。

## 沿革
該廟由鄭成功在明鄭永曆十六年（1662年）攻下普羅民遮城後改建德慶溪口的「媽祖寮仔」而成，當時稱「開基媽祖廟」，其蓋廟的磚頭是他第二批自廈門來臺的艦隊所運來的。廟內供奉一尊刻製於崇禎十三年（1640年）的媽祖像，是當年隨著鄭成功艦隊來臺的，故俗稱為「船仔媽」。
進入清治時期後，在乾隆三十年（1765年）時，時任福建分巡台灣道的蔣允焄捐修該廟，使其更具規模，有「重修鎮北坊天后廟碑記」以資證明，原碑已佚失，目前為仿製。乾隆四十二年（1777年）時，臺灣府知府蔣元樞又予以修建，使之成為一間三進的建築，並贈與一尊「傾聽觀音」在新建的後殿供奉。這尊觀音乃蔣元樞所獻的「府城三大觀音」之一，另外兩尊則在祀典武廟與大天后宮中。之後歷代亦有所修建。
1926年因廟宇年久失修，境內居民們集資重建。第二次世界大戰時該廟遭盟軍空襲而毀損甚重，廟身及文物都受到嚴重破壞，1948年重修，1972年該廟有所改建，增添繁複的表面裝飾而成今貌，邀請彩繪畫師黃啟受重新繪製廟門。
2013年，開基天后宮方主動進行建築調查研究，其中門神彩繪經風吹日曬影響，已嚴重剝落、裂痕等破壞狀況，後聘請臺南藝術大學講師李志上與修復師吳佩錡進行6面門神的修復工程。
2018年至2019年間開基天后宮進行廟體古蹟修復。2021年啟建庚子科金籙慶成祈安三朝建醮，送天師由有400年歷史的萬曆媽與381年的崇禎媽連袂出巡。

## 建築設計及祭祀神祇
開基天后宮的廟內基本上是狹長的廊道形式，共三進，由廟外埕、內埕、三川門、拜亭與龍虎井、正殿、大殿和後殿組成。該廟中還有明代樣式的三爪龍柱及古匾等文物，而在三川門有著「憨番擡廟角」的裝飾，屋頂則是疊合共七段的「七架楹」混合式構造而成。
- 正殿: 主祀 天上聖母，隨祀著 千里眼 與 順風耳二將軍及 中壇元帥。

- 後殿: 主祀 觀世音菩薩，配祀 十八羅漢 及 月老星君。

後殿十八羅漢組合與大觀音亭相同，為: 降龍尊者、伏虎尊者、長眉尊者、開心尊者、梁武帝尊者、達摩尊者、木連尊者(一般譯為目連尊者)、布袋尊者、志公尊者、進香尊者、進果尊者、飛鈸尊者、道悟尊者、優婆尊者、利多尊者、力風尊者、夜多尊者、曇晟尊者。左右另設兩神房，奉祀 福德正神 及 註生娘娘。

## 交誼境
四聯境金安宮(主普境)、嘉義大天宮、嘉義南隱宮、橋頭鳳橋宮、新市永安宮、歸仁媽祖廳、大銃街元和宮全臺白龍庵、白龍庵敬心壇、米街廣安宮、米街忠澤堂、米街澤祐堂、四聯境普濟殿、南廠廣州宮、南廠水門宮、祀典興濟宮、府城興聖堂、全臺首邑縣城隍廟、赤崁樓大士殿、台灣首廟天壇、六合境大埔福德祠、開台聖地三老爺宮、盤古藥皇廟神佛壇

## 圖片

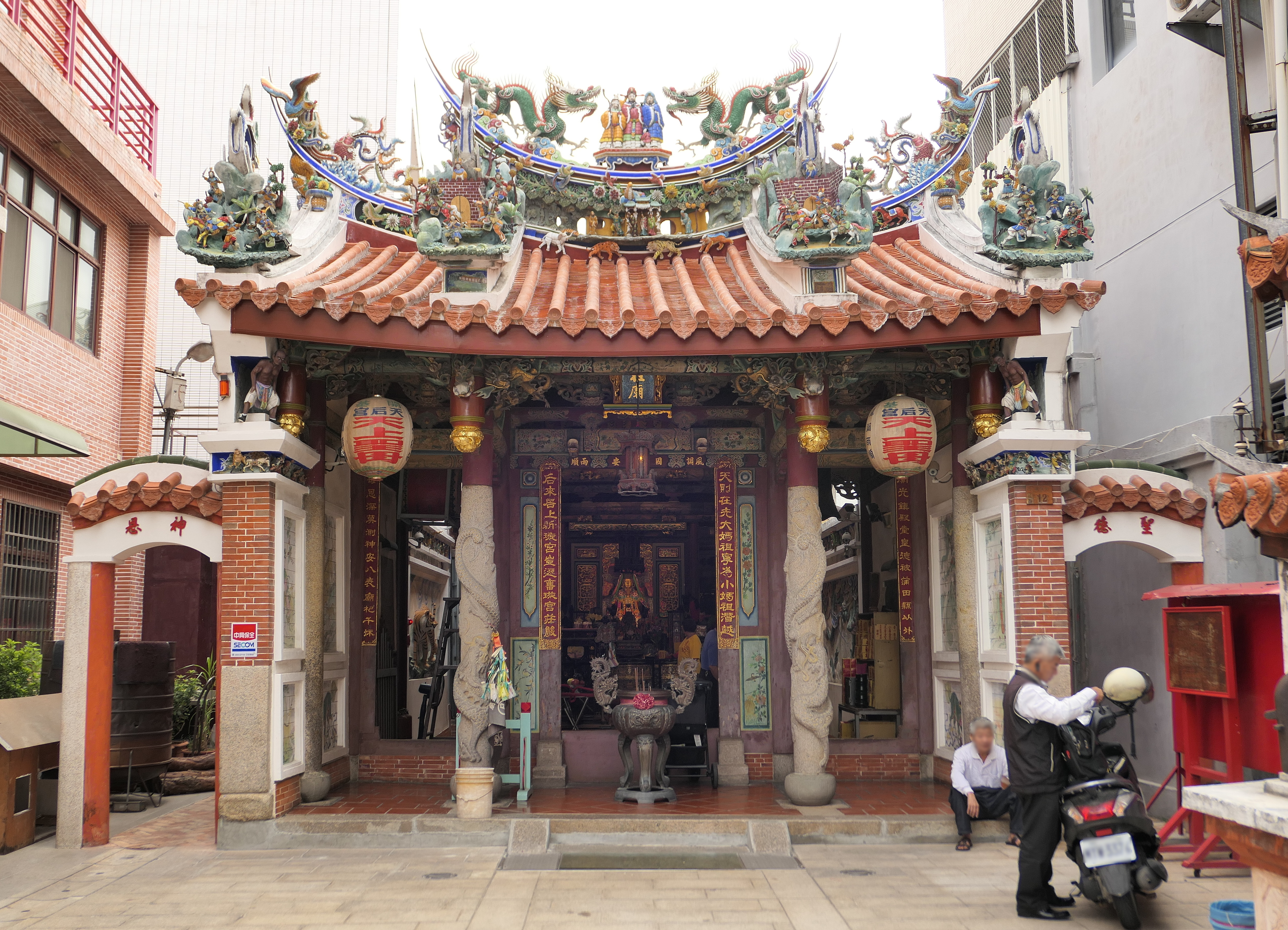
2020年的三川門
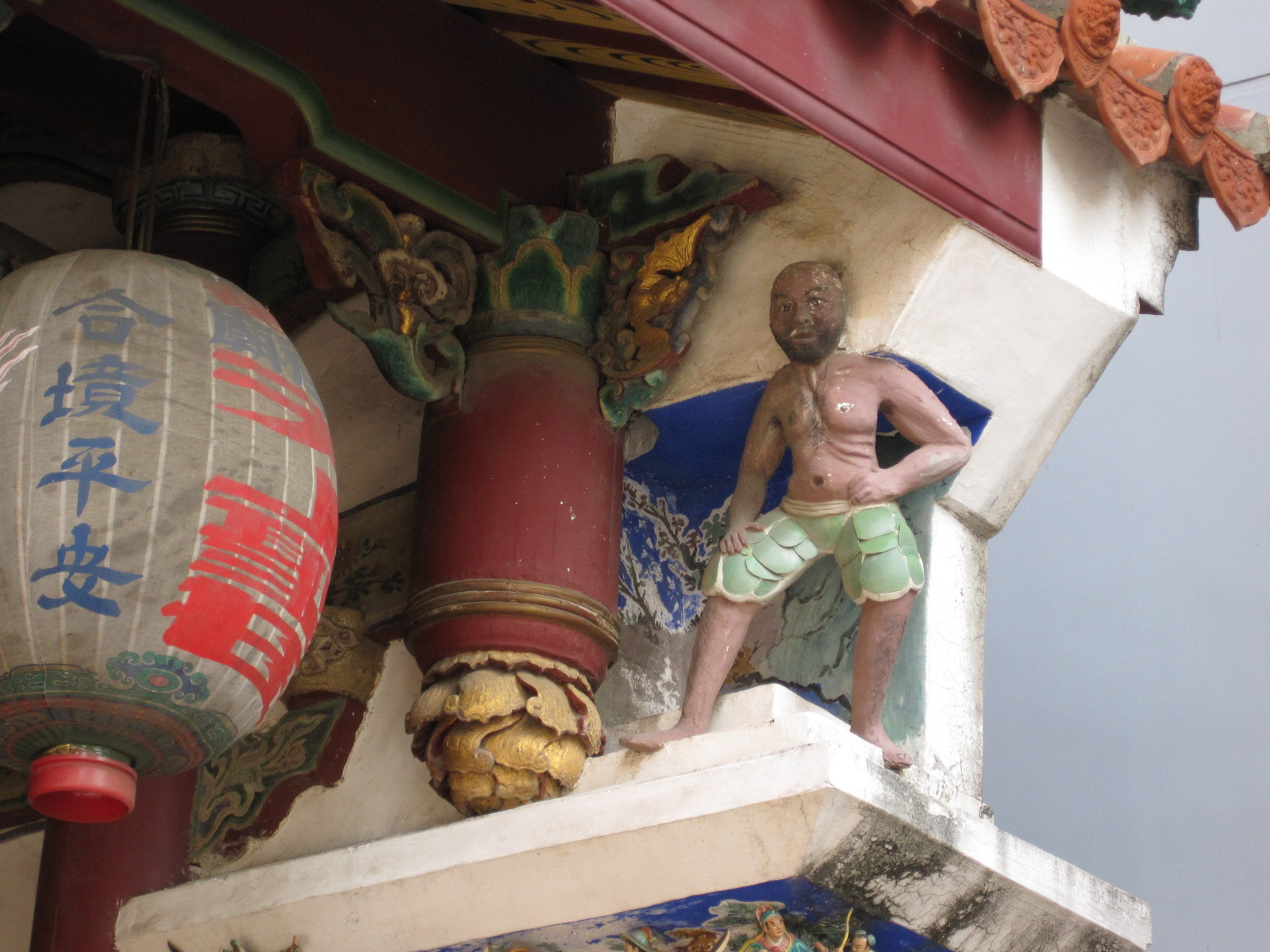
開基天后宮的「憨番抬厝腳」
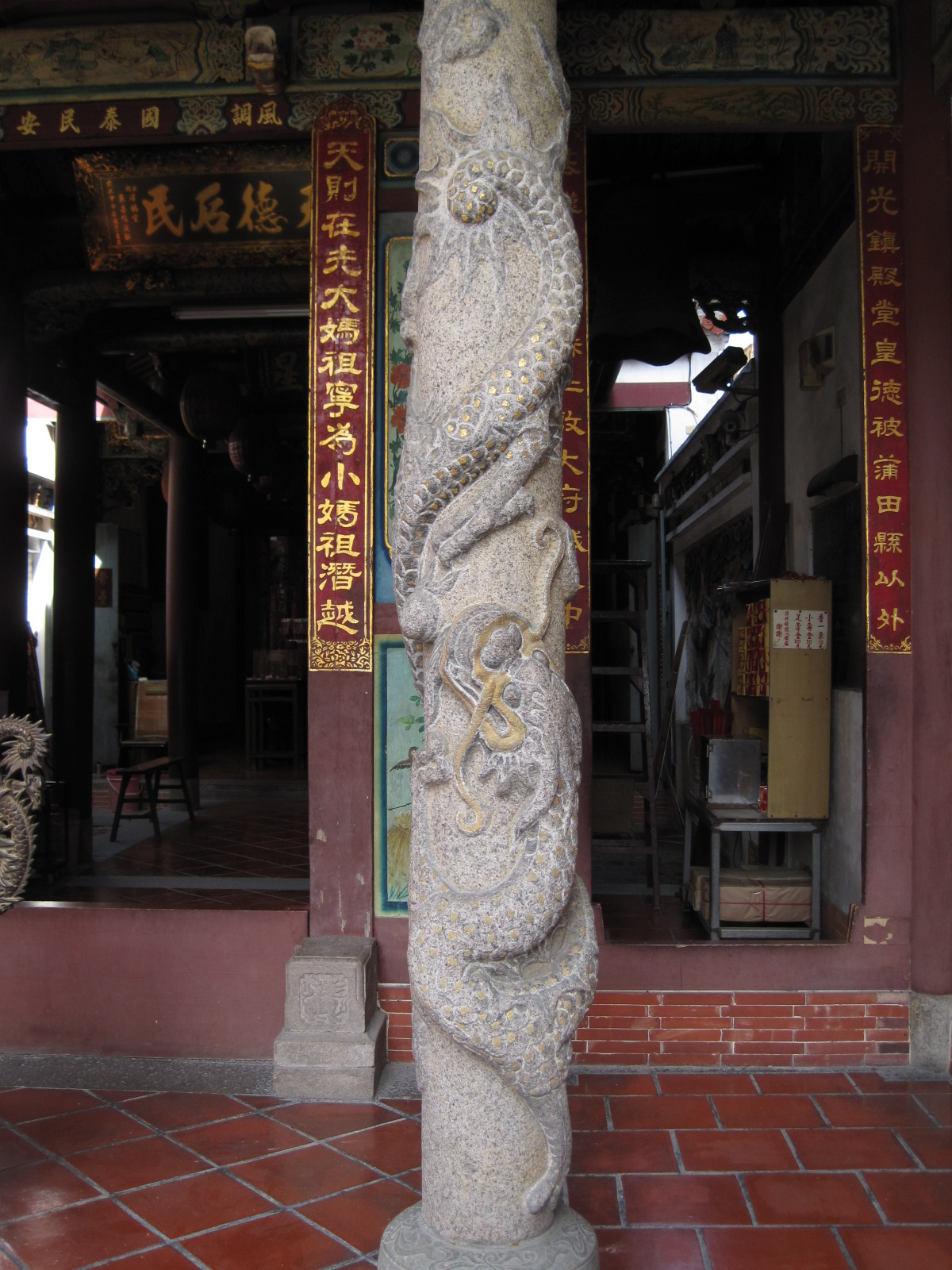
明代時期的三爪龍柱，是台灣現存最早的龍柱。
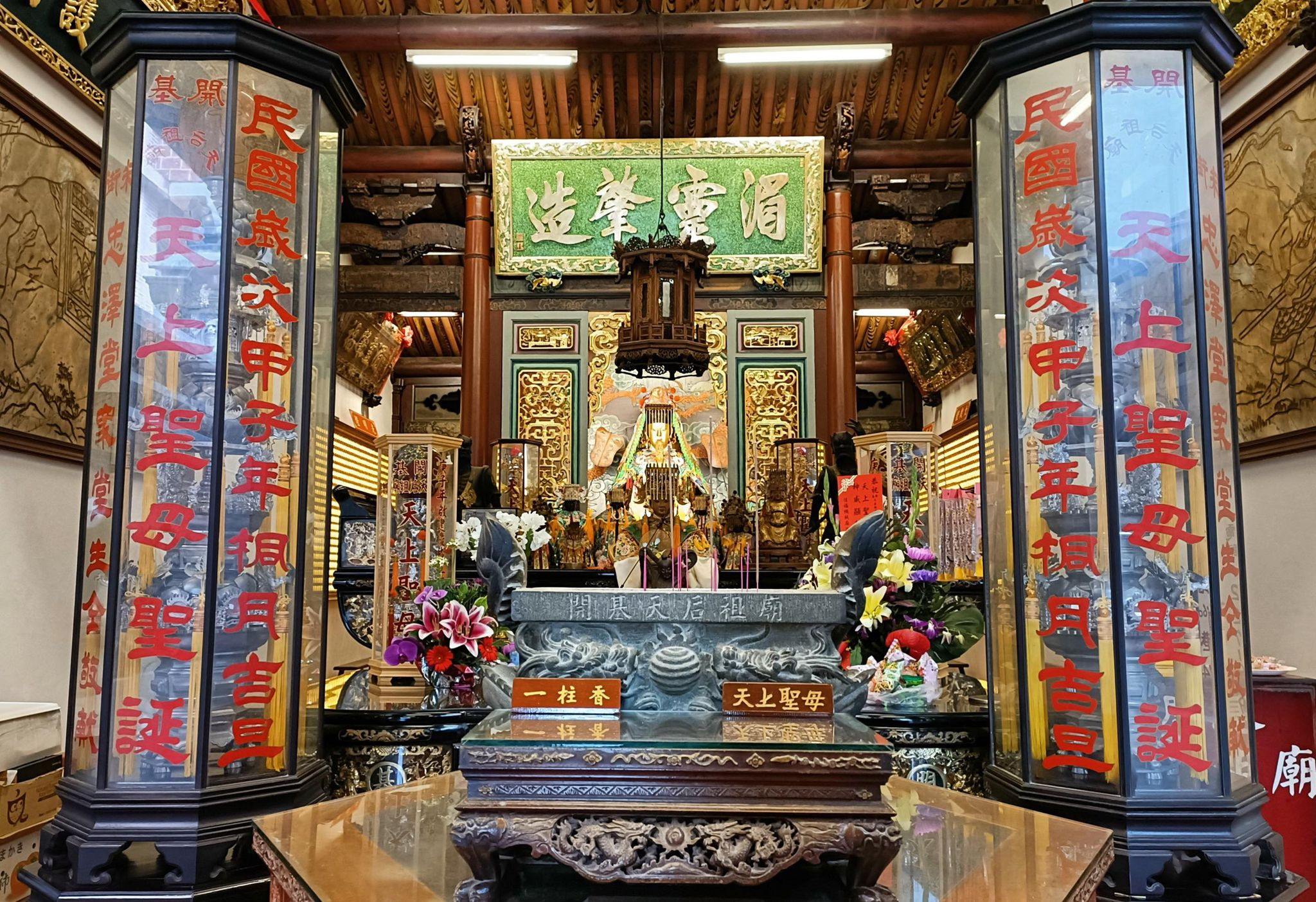
正殿景象
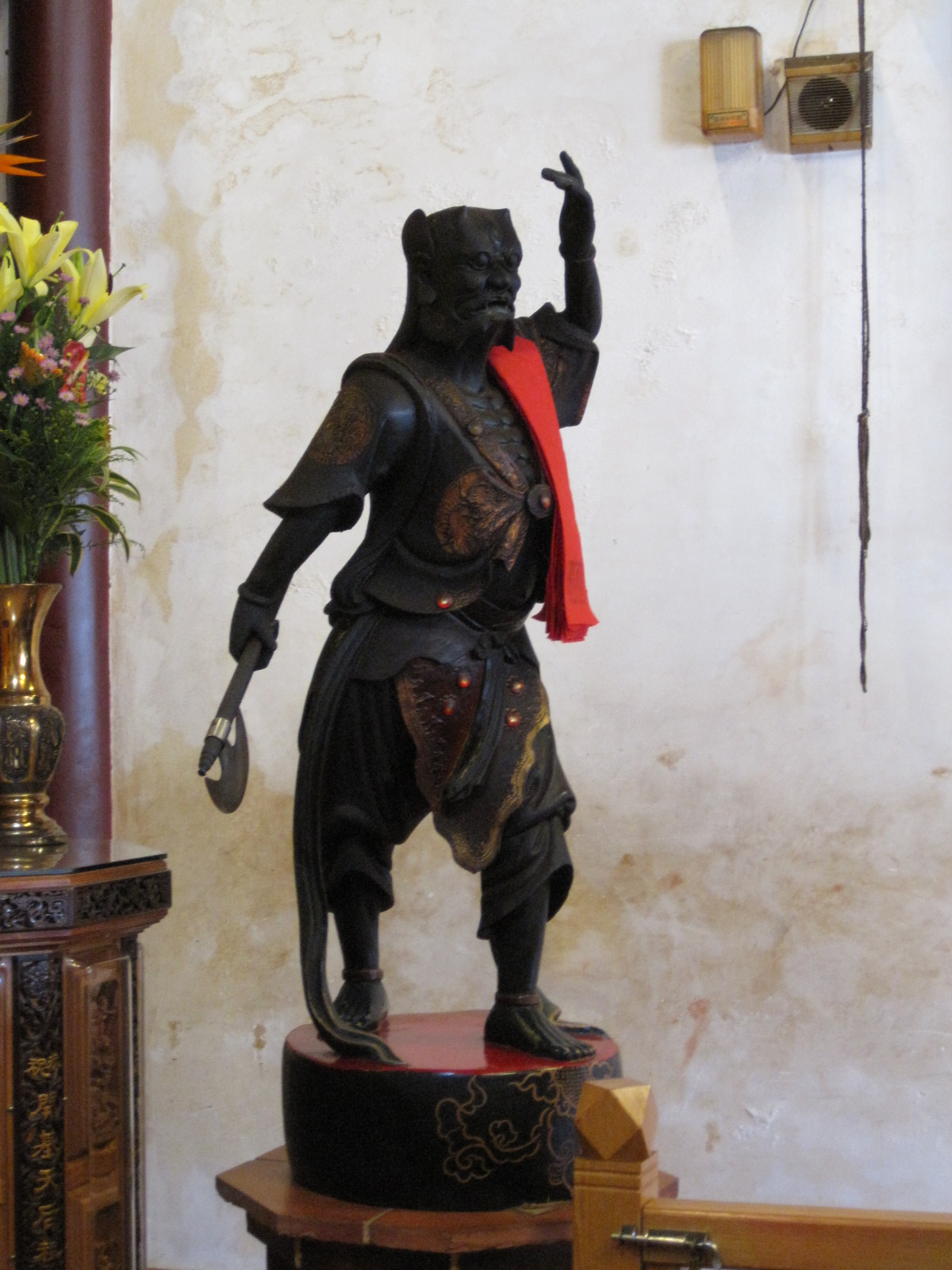
隨祀的千里眼將軍
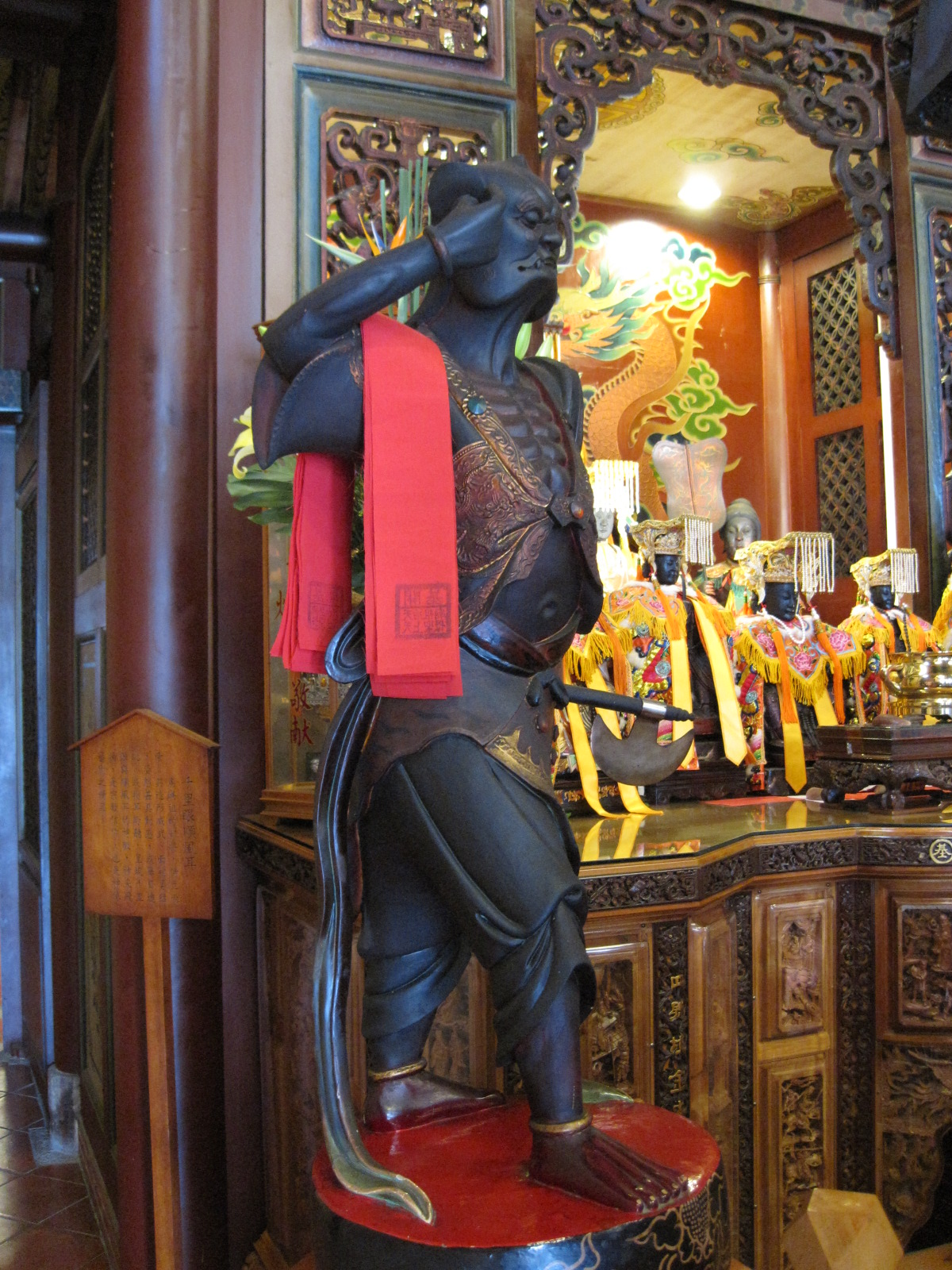
隨祀的順風耳將軍

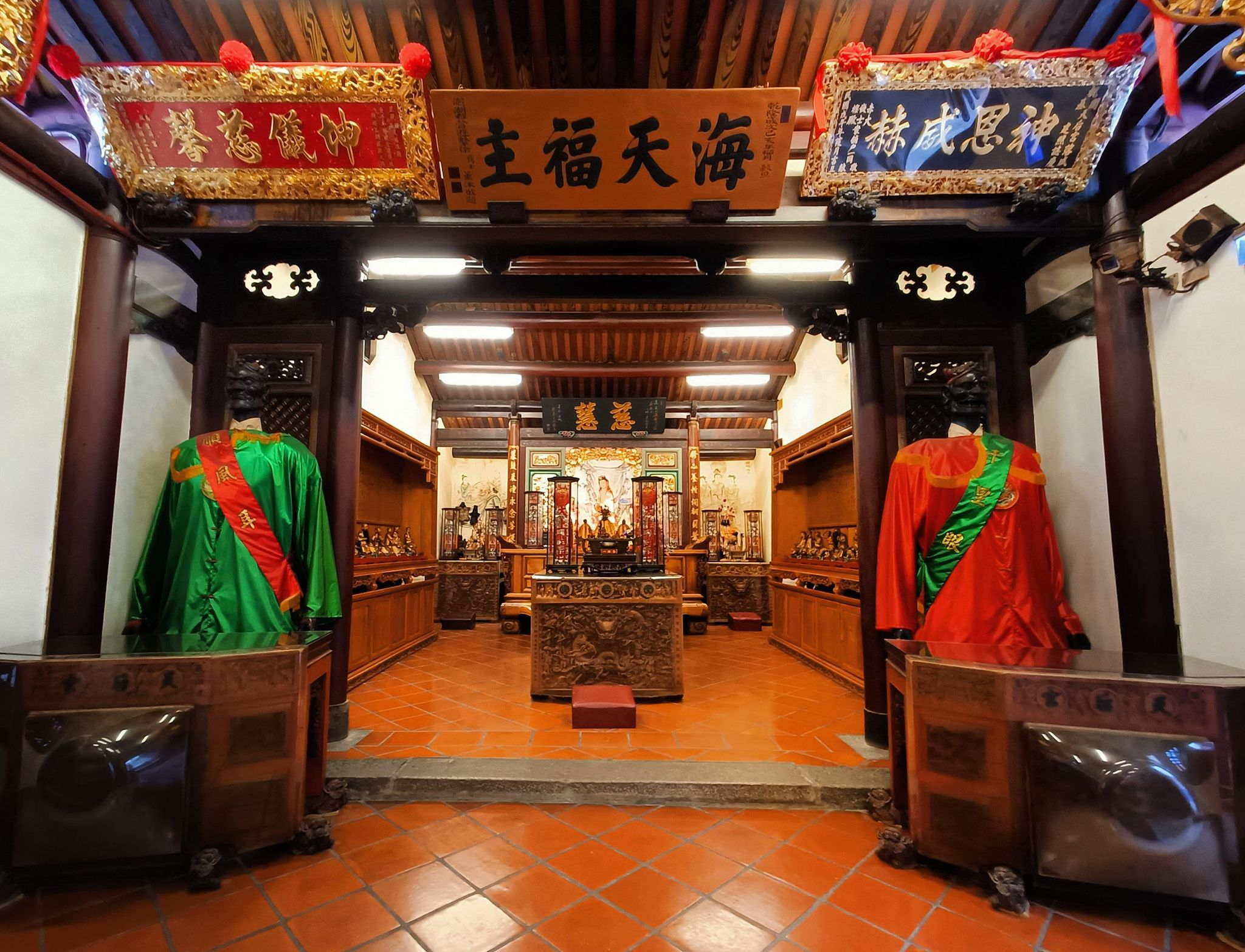
後殿景象
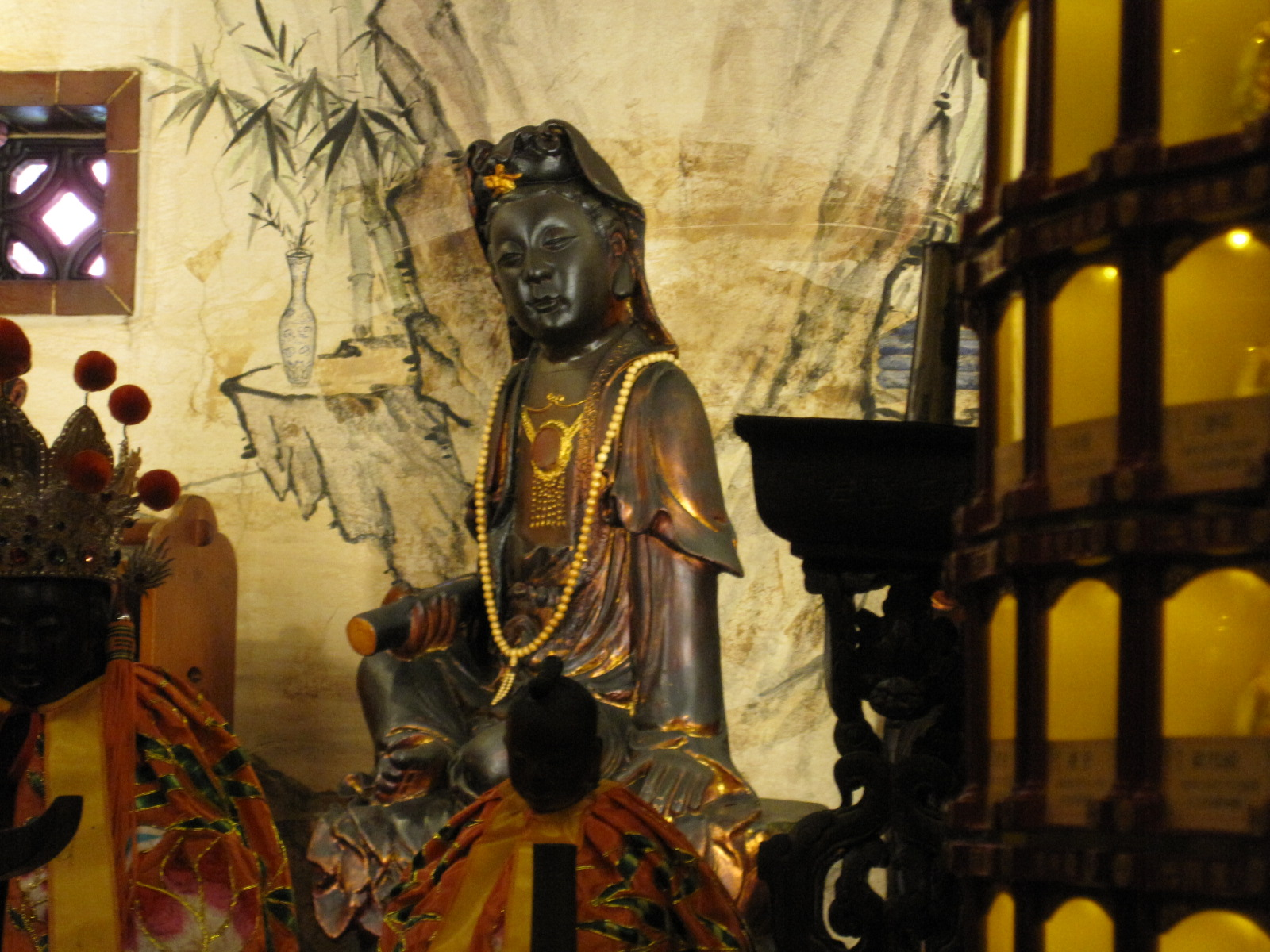
後殿的傾聽觀音像，台灣知府蔣元樞督造的三尊觀世音菩薩像之一
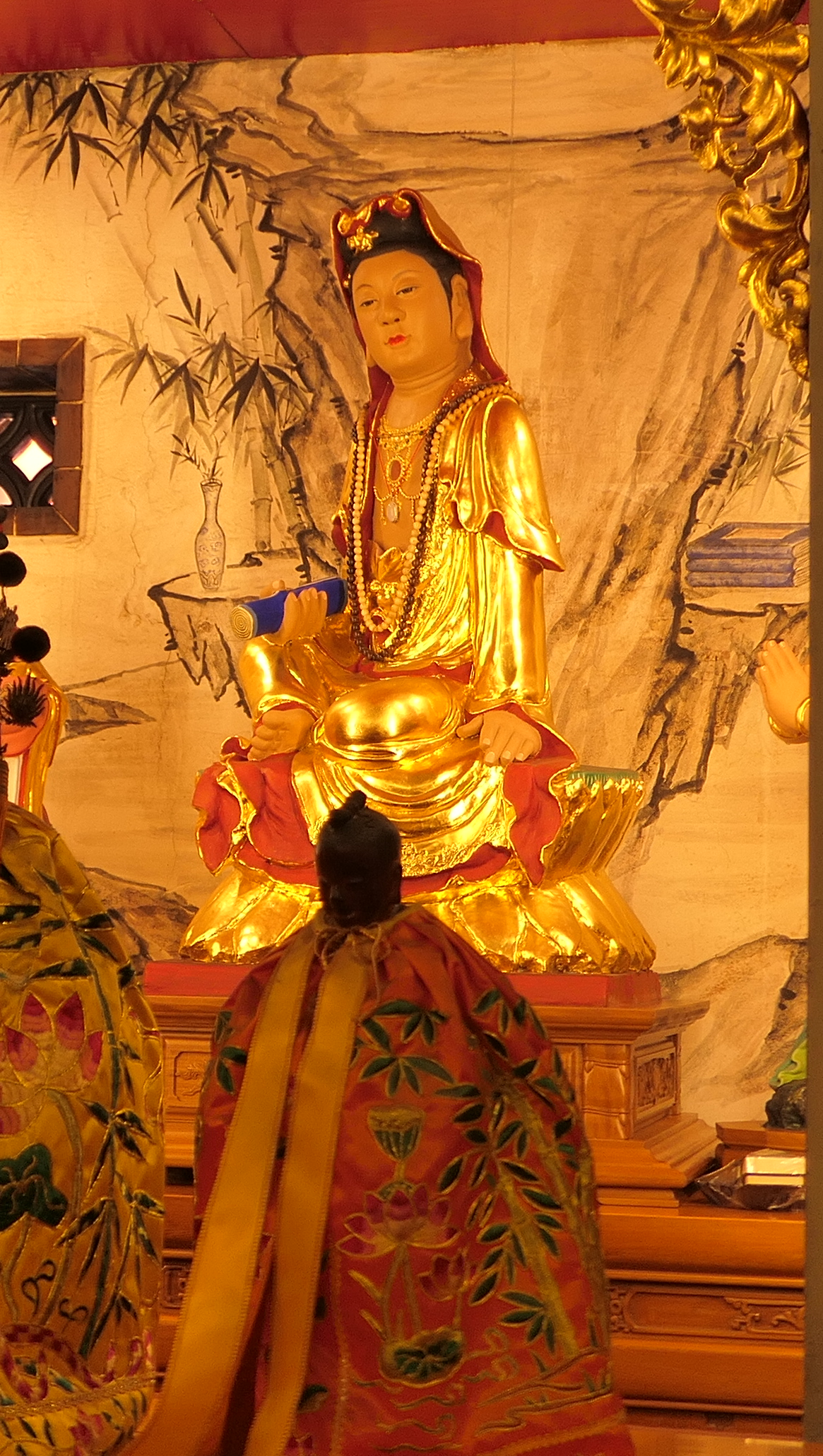
2020年修復後的傾聽觀音像

## 外部連結
- 官方网站
- 開基天后宮的Facebook專頁
- 開基天后宮——文化部文化資產局  （页面存档备份，存于）
- 接官亭——文化部iCulture （页面存档备份，存于）
- 開基天后宮——-臺灣宗教文化地圖 （页面存档备份，存于）